# 그레치

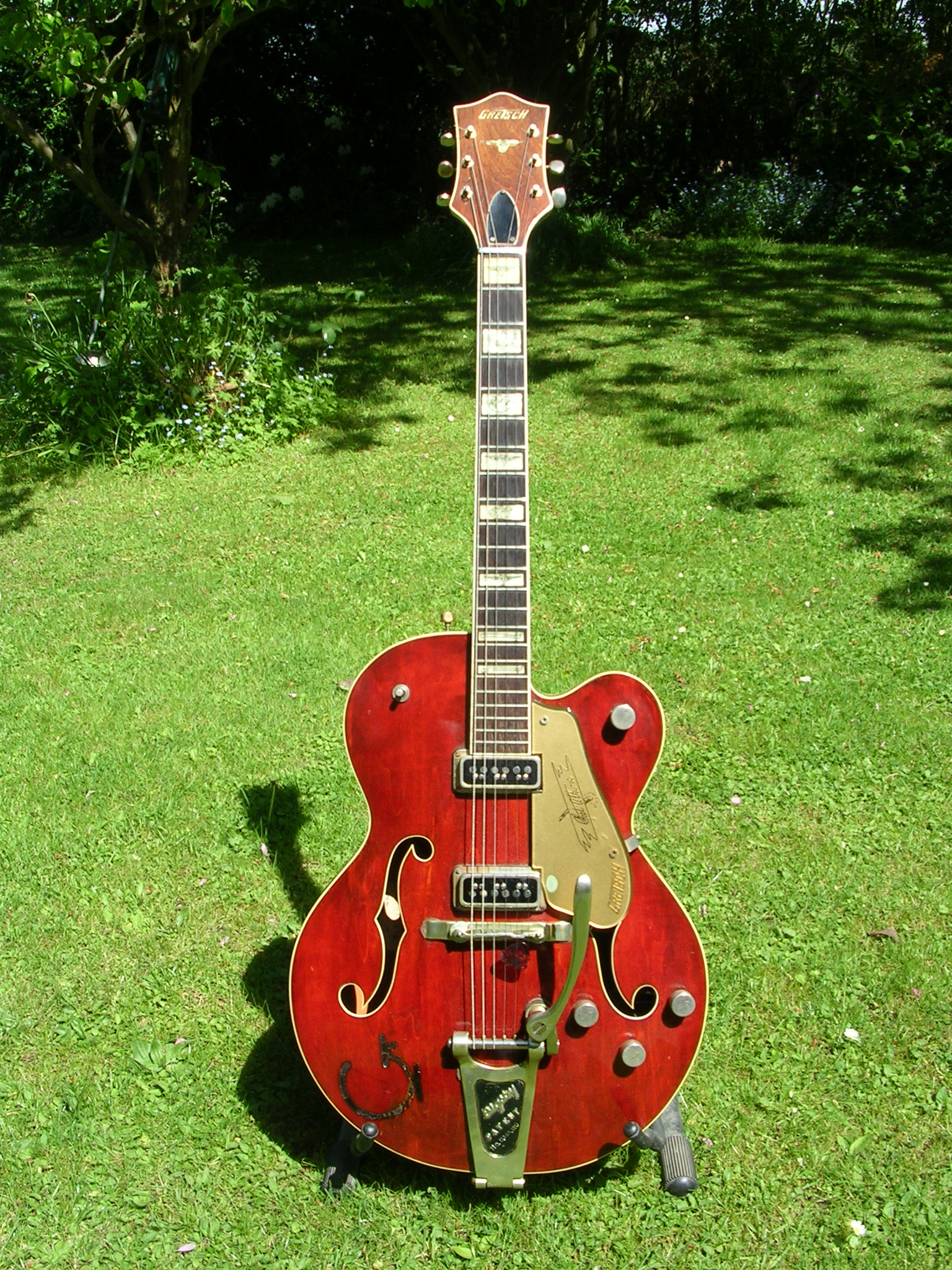
1955 Chet Atkins 6120.

그레치(Gretsch)는 미국의 악기 제작사이다. 주로 드럼과 일렉트릭 기타 제조로 유명하다. 27세 독일의 이민자 Friedrich Gretsch가 미국에 도착한 직후 뉴욕 브로클린에 1883년 설립한 회사이다.

## 역사
그레치는 1883년 뉴욕 브로클린의 128 미들턴 가(Middleton Street)의 자신의 악기 가게를 연 젊은 독일 이민자 Friedrich Gretsch에 의해 1883년 설립되었다.